# Hoàng Lăng
Hoàng Lăng (tiếng Trung: 黃陵縣, Hán Việt: Hoàng Lăng huyện) là một huyện thuộc địa cấp thị Diên An (延安市), tỉnh Thiểm Tây, Cộng hòa Nhân dân Trung Hoa. Huyện này có diện tích 2288 km2, dân số 120.000 người (2002). Các đơn vị hành chính thuộc huyện Hoàng Lăng gồm có 4 trấn, 8 hương.

## Khí hậu
| Dữ liệu khí hậu của Hoàng Lăng, elevation 863 m (2.831 ft), (1991–2020 normals) | Dữ liệu khí hậu của Hoàng Lăng, elevation 863 m (2.831 ft), (1991–2020 normals) | Dữ liệu khí hậu của Hoàng Lăng, elevation 863 m (2.831 ft), (1991–2020 normals) | Dữ liệu khí hậu của Hoàng Lăng, elevation 863 m (2.831 ft), (1991–2020 normals) | Dữ liệu khí hậu của Hoàng Lăng, elevation 863 m (2.831 ft), (1991–2020 normals) | Dữ liệu khí hậu của Hoàng Lăng, elevation 863 m (2.831 ft), (1991–2020 normals) | Dữ liệu khí hậu của Hoàng Lăng, elevation 863 m (2.831 ft), (1991–2020 normals) | Dữ liệu khí hậu của Hoàng Lăng, elevation 863 m (2.831 ft), (1991–2020 normals) | Dữ liệu khí hậu của Hoàng Lăng, elevation 863 m (2.831 ft), (1991–2020 normals) | Dữ liệu khí hậu của Hoàng Lăng, elevation 863 m (2.831 ft), (1991–2020 normals) | Dữ liệu khí hậu của Hoàng Lăng, elevation 863 m (2.831 ft), (1991–2020 normals) | Dữ liệu khí hậu của Hoàng Lăng, elevation 863 m (2.831 ft), (1991–2020 normals) | Dữ liệu khí hậu của Hoàng Lăng, elevation 863 m (2.831 ft), (1991–2020 normals) | Dữ liệu khí hậu của Hoàng Lăng, elevation 863 m (2.831 ft), (1991–2020 normals) |
| Tháng                                                                           | 1                                                                               | 2                                                                               | 3                                                                               | 4                                                                               | 5                                                                               | 6                                                                               | 7                                                                               | 8                                                                               | 9                                                                               | 10                                                                              | 11                                                                              | 12                                                                              | Năm                                                                             |
| ------------------------------------------------------------------------------- | ------------------------------------------------------------------------------- | ------------------------------------------------------------------------------- | ------------------------------------------------------------------------------- | ------------------------------------------------------------------------------- | ------------------------------------------------------------------------------- | ------------------------------------------------------------------------------- | ------------------------------------------------------------------------------- | ------------------------------------------------------------------------------- | ------------------------------------------------------------------------------- | ------------------------------------------------------------------------------- | ------------------------------------------------------------------------------- | ------------------------------------------------------------------------------- | ------------------------------------------------------------------------------- |
| Trung bình ngày tối đa °C (°F)                                                  | 4.1 (39.4)                                                                      | 8.2 (46.8)                                                                      | 15.2 (59.4)                                                                     | 21.5 (70.7)                                                                     | 25.9 (78.6)                                                                     | 29.3 (84.7)                                                                     | 30.1 (86.2)                                                                     | 28.8 (83.8)                                                                     | 23.4 (74.1)                                                                     | 18.4 (65.1)                                                                     | 11.8 (53.2)                                                                     | 5.6 (42.1)                                                                      | 18.5 (65.3)                                                                     |
| Trung bình ngày °C (°F)                                                         | −3.2 (26.2)                                                                     | 0.7 (33.3)                                                                      | 7.4 (45.3)                                                                      | 13.4 (56.1)                                                                     | 17.9 (64.2)                                                                     | 21.9 (71.4)                                                                     | 23.8 (74.8)                                                                     | 22.6 (72.7)                                                                     | 17.4 (63.3)                                                                     | 11.5 (52.7)                                                                     | 4.7 (40.5)                                                                      | −1.8 (28.8)                                                                     | 11.4 (52.4)                                                                     |
| Tối thiểu trung bình ngày °C (°F)                                               | −8.6 (16.5)                                                                     | −4.8 (23.4)                                                                     | 0.9 (33.6)                                                                      | 6.3 (43.3)                                                                      | 10.9 (51.6)                                                                     | 15.5 (59.9)                                                                     | 18.8 (65.8)                                                                     | 18.1 (64.6)                                                                     | 13.2 (55.8)                                                                     | 6.6 (43.9)                                                                      | −0.2 (31.6)                                                                     | −7.1 (19.2)                                                                     | 5.8 (42.4)                                                                      |
| Lượng Giáng thủy trung bình mm (inches)                                         | 5.3 (0.21)                                                                      | 9.7 (0.38)                                                                      | 17.4 (0.69)                                                                     | 32.7 (1.29)                                                                     | 48.7 (1.92)                                                                     | 67.2 (2.65)                                                                     | 131.1 (5.16)                                                                    | 101.3 (3.99)                                                                    | 94.0 (3.70)                                                                     | 40.8 (1.61)                                                                     | 16.9 (0.67)                                                                     | 2.0 (0.08)                                                                      | 567.1 (22.35)                                                                   |
| Số ngày giáng thủy trung bình (≥ 0.1 mm)                                        | 2.6                                                                             | 4.2                                                                             | 4.4                                                                             | 6.1                                                                             | 7.9                                                                             | 8.9                                                                             | 11.9                                                                            | 10.3                                                                            | 11.6                                                                            | 8.6                                                                             | 5.4                                                                             | 1.6                                                                             | 83.5                                                                            |
| Số ngày tuyết rơi trung bình                                                    | 4.3                                                                             | 4.8                                                                             | 1.8                                                                             | 0.2                                                                             | 0                                                                               | 0                                                                               | 0                                                                               | 0                                                                               | 0                                                                               | 0                                                                               | 1.6                                                                             | 2.6                                                                             | 15.3                                                                            |
| Độ ẩm tương đối trung bình (%)                                                  | 54                                                                              | 57                                                                              | 50                                                                              | 52                                                                              | 57                                                                              | 63                                                                              | 73                                                                              | 76                                                                              | 79                                                                              | 73                                                                              | 66                                                                              | 56                                                                              | 63                                                                              |
| Số giờ nắng trung bình tháng                                                    | 140.3                                                                           | 134.5                                                                           | 165.1                                                                           | 176.1                                                                           | 190.9                                                                           | 171.2                                                                           | 161.6                                                                           | 155.6                                                                           | 121.9                                                                           | 137.7                                                                           | 141.0                                                                           | 151.6                                                                           | 1.847,5                                                                         |
| Phần trăm nắng có thể                                                           | 45                                                                              | 43                                                                              | 44                                                                              | 45                                                                              | 44                                                                              | 39                                                                              | 37                                                                              | 38                                                                              | 33                                                                              | 40                                                                              | 46                                                                              | 50                                                                              | 42                                                                              |
| Nguồn: China Meteorological Administration                                      |                                                                                 |                                                                                 |                                                                                 |                                                                                 |                                                                                 |                                                                                 |                                                                                 |                                                                                 |                                                                                 |                                                                                 |                                                                                 |                                                                                 |                                                                                 |